# Cygnus OB2-12
Cygnus OB2-12 è una stella ipergigante di colore blu ed estremamente luminosa, situata nella costellazione del Cigno, con una magnitudine assoluta pari a -12,2, vicino al limite superiore ritenuto possibile per una singola stella, stima tratta da uno studio del 2001 di Massey e colleghi. Ciò rende Cygnus OB2-12 oltre 6 milioni di volte più luminosa del Sole, nonché una delle stelle più luminose conosciute all'interno della Via Lattea.
In un successivo studio del 2012, Clarke e colleghi stimano la luminosità della stella in 1,9 milioni di volte quella del Sole, con una massa pari a 110 masse solari ed un raggio 246 volte quello del Sole.
Fa parte dell'Associazione Cygnus OB2, un'associazione stellare di stelle giovani e massicce posta a circa 5000 anni luce da noi in direzione della costellazione del Cigno, in una regione della Galassia dove la luce visibile è fortemente assorbita dalla polvere interstellare nella linea di vista della Terra. Se non fosse per l'estinzione luminosa, la stella avrebbe, vista dalla Terra, una magnitudine apparente pari a 1,5, ossia molto simile a quella della vicina Deneb, ma a causa delle polveri la magnitudine visuale scende a 11,4, restando dunque invisibile ad occhio nudo e reperibile solo almeno con un telescopio amatoriale.